# 勒格拉特里
勒格拉特里（法語：Le Gratteris）是法国杜省的一个市镇，位于该省西部，属于贝桑松区。该市镇总面积2.97平方公里，2009年时的人口为157人。

## 人口
勒格拉特里人口变化图示